# The Crests
The Crests fueron una banda popular de música Doo wop de la zona este inferior de Manhattan, en Nueva York, que adquirió cierta fama a finales de los 50. Una de sus más afamadas canciones es Sixteen Candles (dieciséis velas). El tema está caracterizado por uno de los principales vocalistas de este género musical, Johnny Maestro y alcanzó el número 2 en la lista estadounidense Hot 100 chart en 1958. La grabación vendió un millón de copias, adquiriendo por ello un disco de oro.

## Historia
El grupo fue formado por J. T. Carter e incluía a Talmoudge Gough, a Harold Torres y a Patricia Van Dross (la hermana mayor del afamado cantante de rythm and blues Luther Vandross. Carter eligió al vocalista Johnny Mastrangelo (posteriormente Johnny Maestro) para que fuese el cantante principal del grupo. El estilo vocal de Maestro en las grabaciones, se convirtió en uno de los favoritos de los adolescentes estadounidenses en las rockolas de la época.  La calidad de su voz, junto a una selección de temas con tonos de baile sencillos, lo convirtió en la composición ganadora de las listas de éxitos. El grupo tuvo varios éxitos en la lista Top 40 con la compañía discográfica Coed Records, incluyendo el tema Sixteen Candles, "A Year Ago Tonight," "Trouble in Paradise," "Six Nights a Week," "Step By Step," y "The Angels Listened In". Además, aparecieron en varias actuaciones de espectáculos de la televisión nacional para adolescentes durante los años 50.
Aunque a menudo se cree que es una banda juvenil de chicos de color, de sus cuatro componentes, dos eran negros, Tommy Gough y J.T. Carteruno, otro de Puerto Rico, Harold Torres y el otro un residente italiano llamado John Mastrangelo. También contaron con una mujer de color, Patricia Van Dross.
En 2004 fueron incluidos en el Salón de la Fama de los Grupos Vocales.